# Antocha mara
Antocha mara är en tvåvingeart som beskrevs av Alexander 1970. Antocha mara ingår i släktet Antocha och familjen småharkrankar. Inga underarter finns listade i Catalogue of Life.